# Rotllets de Sant Antoni
Els rotllets de sant Antoni són uns dolços que es mengen el 17 de gener quan se celebra la festa de sant Antoni Abat. És tradició de portar els animals a beneir i, en acabat, es reparteixen aquests «rotllets» a tothom que ha assistit a la benedicció.